# Rittergut Unterkotzau

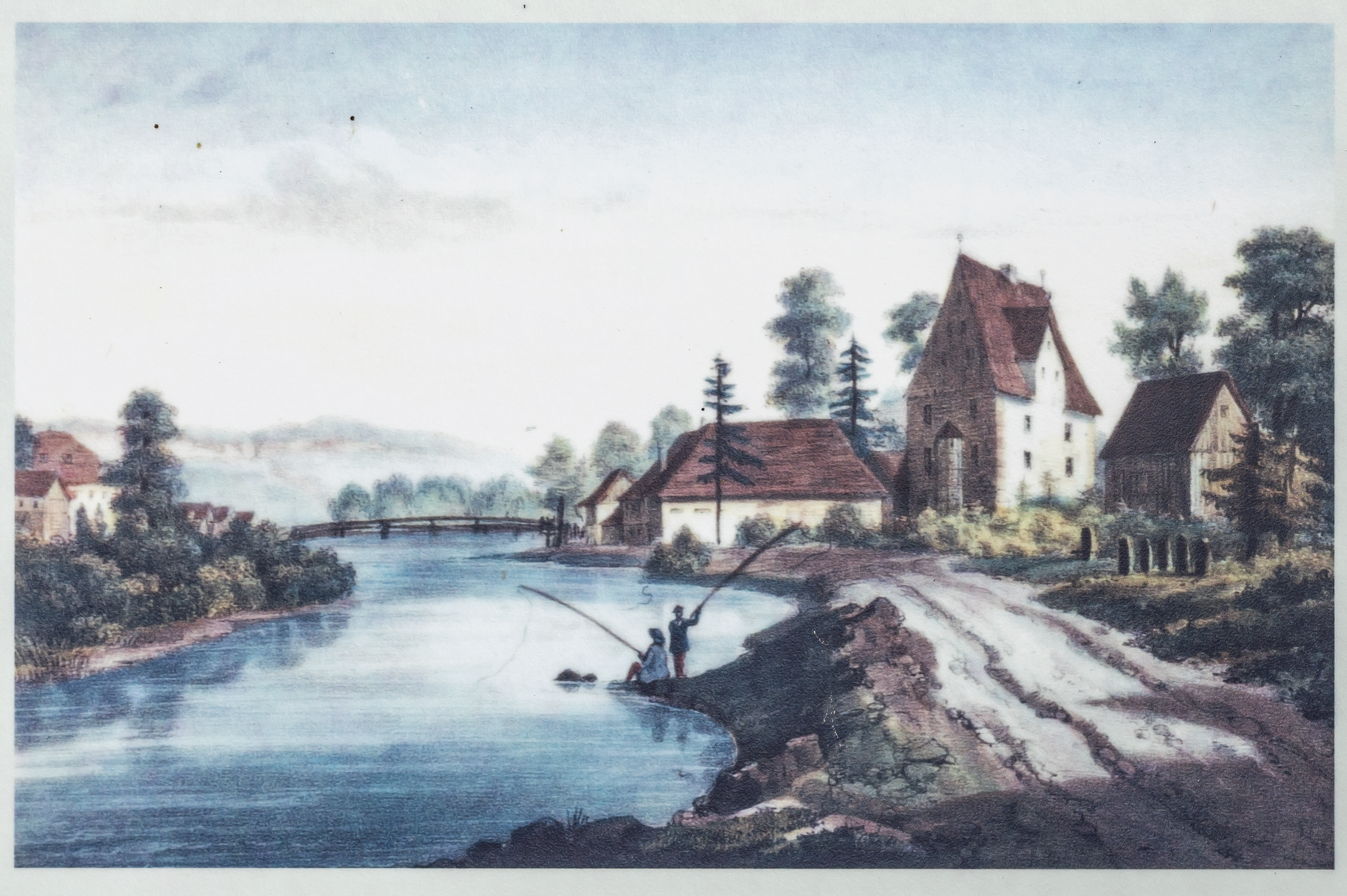
Das Schloss Unterkotzau 1844, gezeichnet von Julius Fleischmann

Das Rittergut Unterkotzau ist ein abgegangener Ansitz in Unterkotzau, heute ein Stadtteil von Hof.

Ansicht der Rittergasse im Jahr 2022

Der Ansitz entstand zur Sicherung zweier Furten über die „Sächsische“ Saale und war mit einem Wassergraben abgesichert. 1390 wurde als Besitzer Albe Weiß angegeben, später waren es die Familie Murring, die von Sparneck, die von Feilitzsch und die Familie Rephun. Das Schloss wurde 1553 während der Belagerung von Hof von Plauener Truppen eingenommen. Weitere Besitzer waren die Ratisborsky von Sechzebus (Ratibořský ze Chcebuze), die im Dreißigjährigen Krieg als böhmische Exulanten nach Unterkotzau und Köditz kamen. Obrist Gellhorn baute das Schloss Anfang des 18. Jahrhunderts weiter aus. 1734 wurde es an einen Hofer Bierbrauer verkauft, gehörte später zur Kronenbräu und war zuletzt Teil der Schlossbrauerei Falter. Das zuletzt bestehende Gebäude wurde im März 1990 abgerissen. Aufgrund von Spuren der Vorgängerbauten ist das Gelände ein Bodendenkmal. Die Bezeichnung Rittergasse erinnert an den Standort.